# Giro di Sardegna 1983
Il Giro di Sardegna 1983, ventiquattresima edizione della corsa, si svolse dal 26 febbraio al 2 marzo 1983 su un percorso di 608,7 km oppure di 618,7 km, suddiviso su 4 tappe, precedute da un prologo a cronosquadre iniziale, con partenza da Cagliari/Quartu Sant'Elena e arrivo a Sassari, nell'omonima regione italiana. La vittoria fu appannaggio del tedesco Gregor Braun, che completò il percorso in 15h54'43", precedendo lo svizzero Urs Freuler e il francese Marc Madiot.

## Tappe
| Tappa  | Data        | Percorso                                                 | km             | Vincitore di tappa | Leader cl. generale |
| ------ | ----------- | -------------------------------------------------------- | -------------- | ------------------ | ------------------- |
| Prol.  | 26 febbraio | Circuito di Cagliari/Quartu Sant'Elena (cron. a squadre) | 3,7/13,7       | Bianchi-Piaggio    | Alfons De Wolf      |
| 1ª     | 27 febbraio | Cagliari > Carbonia                                      | 136            | Guido Bontempi     | Alfons De Wolf      |
| 2ª     | 28 febbraio | Oristano > Siniscola                                     | 174            | Urs Freuler        | Gregor Braun        |
| 3ª     | 1º marzo    | Siniscola > Arzachena                                    | 144            | Moreno Argentin    | Gregor Braun        |
| 4ª     | 2 marzo     | Arzachena > Sassari                                      | 151            | Marc Madiot        | Gregor Braun        |
| Totale | Totale      | Totale                                                   | 608,7/618,7 km |                    |                     |

## Dettagli delle tappe

### Prologo
- 26 febbraio: Circuito di Cagliari/Quartu Sant'Elena [1] – Cronometro a squadre – 3,7 km/13,7 km[2]

Risultati
| Pos. | Squadra           | Tempo |
| ---- | ----------------- | ----- |
| 1    | Bianchi-Piaggio   | ?     |
| 2    | Atala-Campagnolo  | ?     |
| 3    | Del Tongo-Colnago | ?     |

| Pos. | Corridore      | Squadra | Tempo |
| ---- | -------------- | ------- | ----- |
| 1    | Alfons De Wolf | Bianchi | ?     |

### 1ª tappa
- 27 febbraio: Cagliari > Carbonia – 136 km

Risultati
| Pos. | Corridore       | Squadra    | Tempo    |
| ---- | --------------- | ---------- | -------- |
| 1    | Guido Bontempi  | Inoxpran   | 3h42'16" |
| 2    | Moreno Argentin | Sammontana | s.t.     |
| 3    | Pierino Gavazzi | Atala      | s.t.     |

| Pos. | Corridore      | Squadra | Tempo |
| ---- | -------------- | ------- | ----- |
| 1    | Alfons De Wolf | Bianchi | ?     |

### 2ª tappa
- 28 febbraio: Oristano > Siniscola – 174 km

Risultati
| Pos. | Corridore           | Squadra    | Tempo    |
| ---- | ------------------- | ---------- | -------- |
| 1    | Urs Freuler         | Atala      | 4h11'23" |
| 2    | Palmiro Masciarelli | Gis Gelati | a 9"     |
| 3    | Gregor Braun        | Vivi       | a 23"    |

| Pos. | Corridore    | Squadra | Tempo |
| ---- | ------------ | ------- | ----- |
| 1    | Gregor Braun | Vivi    | ?     |

### 3ª tappa
- 1º marzo: Siniscola > Arzachena – 144 km

Risultati
| Pos. | Corridore       | Squadra    | Tempo    |
| ---- | --------------- | ---------- | -------- |
| 1    | Moreno Argentin | Sammontana | 3h52'36" |
| 2    | Frits Pirard    | Metauro M. | s.t.     |
| 3    | Pierino Gavazzi | Atala      | a 4"     |

| Pos. | Corridore    | Squadra | Tempo |
| ---- | ------------ | ------- | ----- |
| 1    | Gregor Braun | Vivi    | ?     |

### 4ª tappa
- 2 marzo: Arzachena > Sassari – 151 km

Risultati
| Pos. | Corridore       | Squadra  | Tempo    |
| ---- | --------------- | -------- | -------- |
| 1    | Marc Madiot     | Renault  | 3h51'02" |
| 2    | Roberto Petito  | Alfa Lum | a 20"    |
| 3    | Pierino Gavazzi | Atala    | a 29"    |

| Pos. | Corridore    | Squadra | Tempo     |
| ---- | ------------ | ------- | --------- |
| 1    | Gregor Braun | Vivi    | 15h54'43" |
| 2    | Urs Freuler  | Atala   | a 41"     |
| 3    | Marc Madiot  | Renault | a 1'47"   |

## Classifiche finali

### Classifica generale
| Pos. | Corridore            | Squadra            | Tempo     |
| ---- | -------------------- | ------------------ | --------- |
| 1    | Gregor Braun         | Vivi-Benotto       | 15h54'43" |
| 2    | Urs Freuler          | Atala-Campagnolo   | a 41"     |
| 3    | Marc Madiot          | Renault-Elf-Gitane | a 1'47"   |
| 4    | Pierino Gavazzi      | Atala-Campagnolo   | a 2'09"   |
| 5    | Alfons De Wolf       | Bianchi-Piaggio    | a 2'10"   |
| 6    | Alessandro Paganessi | Bianchi-Piaggio    | s.t.      |
| 7    | Valerio Piva         | Panaria-Vinavil    | s.t.      |
| 8    | Tommy Prim           | Bianchi-Piaggio    | s.t.      |
| 9    | Mario Noris          | Atala-Campagnolo   | a 2'12"   |
| 10   | Walter Delle Case    | Atala-Campagnolo   | s.t.      |